# Jedlý papír
Jedlý papír, někdy také nazývaný oplatkový papír, rýžový papír nebo též vaflový papír, se používá na dekoraci cukrářských výrobků, především slavnostních dortů, ale také na výrobu jiných produktů určených ke konzumaci (etikety, podložky na stůl, vizitky, vánoční oplatky, PF, svatební oznámení a pod.). Může být použit i k zapékání do chleba či jiného pečiva. Často je využívaný při pečení místo pečicího papíru, stane se součástí pokrmu, který se pak nepřilepí a jeho povrch zůstane hladký, připravený pro zdobení a potírání krémy.
Jedlý papír je cenově nejdostupnější druh papíru používaného pro jedlý tisk. Práce s potištěným jedlým papírem je jednoduchá. Nehodí se však na pokládání přímo na smetanové nebo krémové dorty, protože jedlý papír nesnáší vlhkost a nelze jej modelovat. Jedlý papír je prakticky bez chuti.

## Druhy jedlého papíru
Jedlý papír „standard“ je silnější, neprosvítá, téměř se neohýbá. Na první pohled připomíná klasickou papírovou „čtvrtku“.
Jedlý papír „extra jemný“ je velmi tenký, je vhodný zejména když nemá být příliš patrný. Je ohebný, nikoli však pružný. Má-li na něj vytištěný obrázek málo barev, může tento papír prosvítat, na to je třeba myslet při použití na tmavém podkladu.

## Složení a použití
Jedlý papír se vyrábí ze škrobu (ten může být např. bramborový, kukuřičný, rýžový nebo i jiný), sladidla (může být přírodní nebo umělé) a rostlinného oleje.
Používá se tak, že se potištěný jedlý papír potře velmi tenkou vrstvou decorgelu na rubu obrázku. Tato vrstva slouží k přilepení jedlého papíru na výrobek a současně k oddělení jedlého papíru od vlhkých částí (krémy apod.). Po nalepení papíru na moučník se opět potře velmi tenkou vrstvou decorgelu. Tato vrstva slouží ke zvýraznění barev, dodání lesku a změknutí jedlého papíru. Decorgel je nutné rozetřít opatrně stěrkou tak, aby nedošlo k poškození jedlého papíru (protržení, poškrábání) a aby na něm nevznikaly loužičky gelu.

## Alternativní produkty
- Fondánový papír
- Decor papír
- Icefrosting
- Chocodecor